# Pueblos indígenas de Canadá

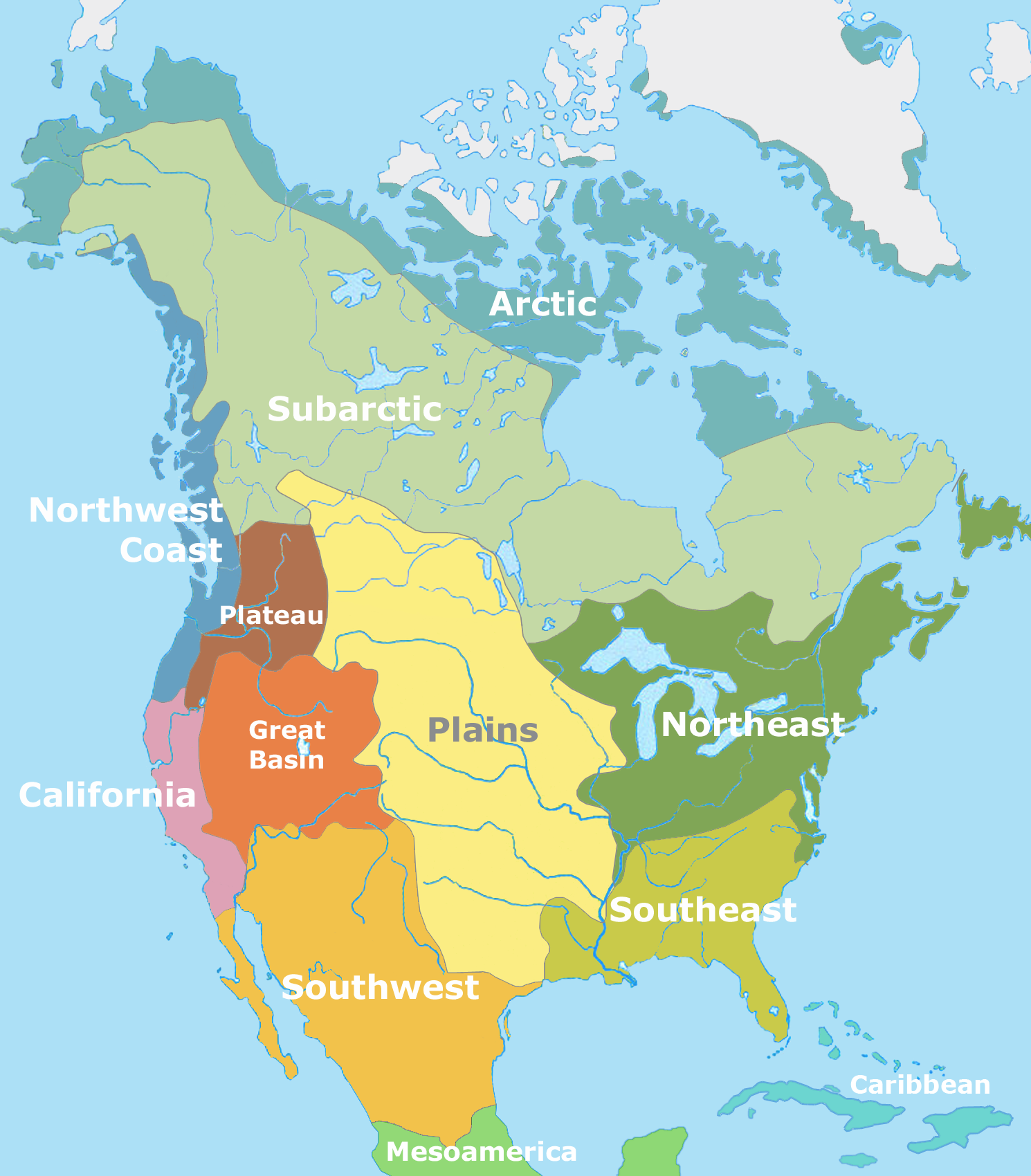
Áreas culturales de Norteamérica, par el tiempo del contacto con los europeos, según la división propuesta por Kroeber.

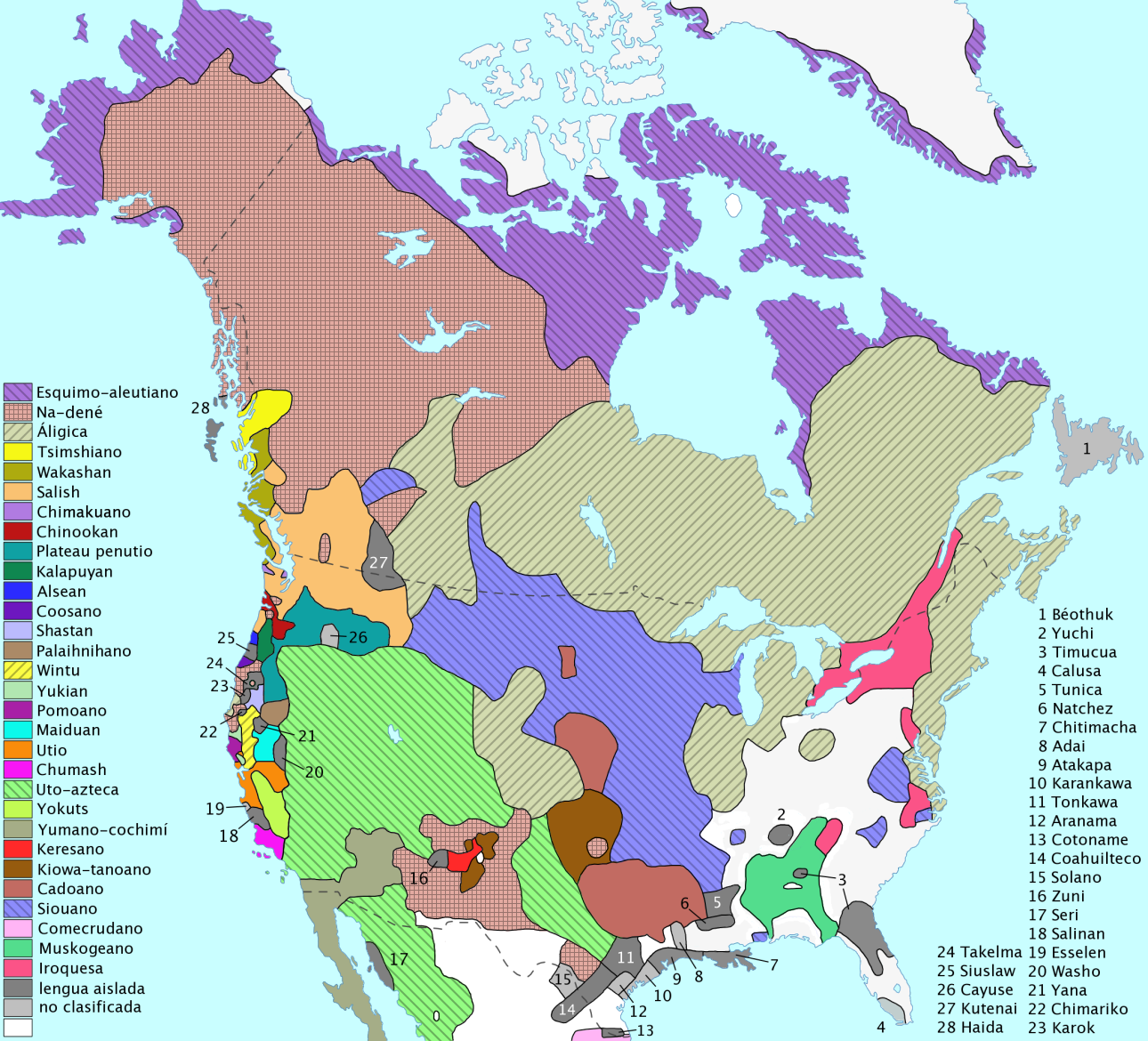
Distribución de las lenguas de Norteamérica antes de la conquista europea.

Los pueblos indígenas de Canadá son las etnias amerindias que habitan este país norteamericano, se caracterizan por ser cultural, étnica y lingüísticamente diversos. Respecto a la división cultural, existen se diferencia la región noreste caracterizada por bosques, la región subártica y la región ártica, además de otras regiones de menor extensión como son la costa del Pacífico y regiones interiores menos extensas.
Lingüísticamente existen tres grandes familias (algonquina, na-dené, esquimo-aleutiana), y en las regiones más abundantes en recursos existían mayores densidades de población y también mayor diversidad étnica y lingüística. Curiosamente en algunas áreas no cubiertas por las grandes familias abundan las lenguas aisladas habladas por pueblos que no parecen filogenéticamente emparentados con sus vecinos.
A partir del censo de 2021, los pueblos indígenas en Canadá totalizaron 1 807 250 personas, o el 5,0 % de la población nacional, con 1 048 405 personas de las Primeras Naciones, 624 220 métis y 70 540 inuit. Hay más de 600 gobiernos o bandas de las Primeras Naciones reconocidas con culturas, idiomas, arte y música distintivos. El Día Nacional de los Pueblos Indígenas reconoce las culturas y las contribuciones de los pueblos indígenas a la historia de Canadá. Los pueblos de las Primeras Naciones, Inuit y Métis de todos los orígenes se han convertido en figuras prominentes y han servido como modelos a seguir en la comunidad indígena y han ayudado a dar forma a la identidad cultural canadiense.

## Denominación general
El término amerindios o indígenas de América, designa a los primeros pueblos documentados que ocupaban el continente americano a la llegada de los primeros exploradores europeos en el siglo XV. Otra denominiación alternativa usada en Norteamérica es la de primeras naciones o primeros pueblos (First Nations, en inglés). La expresión "Pieles Rojas", actualmente en desuso, proviene del beothuk, los beothuk teñían pieles con ocre y se referían a otros pueblos como "pieles rojas".
En el Canadá anglófono se utiliza la expresión nativos americanos (native americans), pueblos nativos (native peoples), Indios Americanos, Primeras Naciones o Pueblos Aborígenes.
En Quebec, el término más utilizado actualmente es autóctono. Pero todos estos nombres son rechazados por las personas que quieren ser llamadas según el nombre de sus respectivas naciones.

## Pueblos indígenas de Canadá

### Costa Este de Canadá
Los primeros pueblos con los que entraron en contacto los europeos fueron los algonquinos de Norteamérica occidental y los beothuk de Terranova. Estos pueblos habitaban regiones boscosas con un clima algo más temperado que el de la región subártica y ártica. Los algonquinos estaban divididos en numerosas etnias que hablaban lenguas relacionadas. Los principales pueblos algonquinas de Canadá era los mícmac, los abenaki, los munsis, los potawatomi, los passamaquoddy-etchemin-maliseet, los ojibwa, los cree, los naskapi y los innu.
A lo largo del río San Lorenzo se llega a los indígenas que mostraron una organización social más compleja, que en su gran mayoría eran pueblos que hablaban lenguas iroquesas y habían llegado a formar la Confederación Iroquesa de las cinco naciones, formada por los cayugas, los mohawk, los oneidas, los onondagas y los senecas. Aparte de estos pueblos existen otros pueblos de lengua iroquesa que no participaban en la Confederación entre ellos los tuscaroras, los nottoway o los hurones.

### Región ártica y subártica
En la región ártica, que se exploró más tarde y sólo se colonizó más tardíamente, existían cazadores-pescadores conocidos como esquimales o equivalentemente inuits. Estos indígenas autóctonos debido a la enorme extensión que ocupaban no formaban un único pueblo y de hecho hablaban diferentes lenguas inuit, que se podría agrupar en unos 10 bloques dialectales diferentes.
En Canadá occidental la región subártica estaba dominada por los pueblos atabascos que estaba divididos en más de una treintena de etnias diferentes y hablaban lenguas emparentadas pero en muchos casos ininteligibles entre sí. Además existen pueblos demográficamente menos importantes como los eyak o los tlingit cuyas lenguas están lejanamente emparentadas con las de los atabascos. Los haidas fueron inicialmente relacionados con los atabascos pero a pesar de algunas similitudes su el idioma haida no parece finalmente emparentado con las lenguas na-dené del resto de pueblos mencionados.

### Costa del Pacífico
La costa canadiense del Pacífico es una región extremadamente rica en recursos, especialmente pesqueros, lo que permitió concentraciones de pueblos con mayor densidad de población de la encontrada en las regiones subártica o ártica. Esa mayor densidad de población dio lugar a culturas más complejas y también a mayor diversidad cultural, por lo que en esta zona se encuentran pueblos muy diversos que hablan lenguas de las familias wakash, salish, na-dené y tsimshiánica, además de algunas lenguas aisladas.
En las islas de Vancouver y Nutca, en la zona oeste del país, encontramos las tribus de los nuu-chah-nulth-aht (en el wakash, el sufijo -aht indica 'pueblo' o 'gente'), que forman un tronco lingüístico diferente y diferenciado de la mayor parte de los amerindios de América del Norte (ver lenguas wakash), y que gozaban de una sociedad, economía, política y cultura material de las más avanzadas, interesantes y refinadas de todo Canadá. Tal y como se aprecia en el diario de John R. Jewitt, prisionero inglés que fue cautivo durante algo más de dos años del jefe Máquina de la susodicha tribu de los nuu-chah-nulth-aht, también conocidos y encuadrados como nootkas o nutcas. Junto con los nutcas, existen otros pueblos que hablan lenguas wakashanas como los haisla, los heiltsuk, los kwakiutl (kwa'ala) o los nitinaht.
Los salish de la costa son otro grupo de lenguas emparentadas con las lenguas salish del interior, que se hablan en al norte de la meseta del Columbia, y que incluyen a pueblos como: los halkomelem, los lusootseed, los šášíšáɬəm (sechelt), los sqʷx̣ʷúʔməš (squamish), los klallam, los sqʷuqʷúʔbəšq (skokomish) o los sənčáθən (saanich) (junto con otros grupos similares extintos). Además los nuxalk son otro pueblo salish que vive sobre la costa pero pertenece a otra rama de las lenguas salish.
Los pueblos tsimshiánicos incluyen varios grupos étnicos que hablaban lenguas diferentes aunque emparentadas, como los gitxsan, los nisga'a y los sm'algyax (tsimshian).

### Meseta del Columbia y norte de las llanuras
La meseta del Columbia y la región al norte de la misma forman un área cultural propuesta por Kroeber. En la parte canadiense de esta región se encuentra básicamente pueblos de la familia lingüística salish además de los kootenai (cuya lengua es una lengua aislada). Entre los pueblos salish de la meseta en Canadá habitan: los shuswap, los nlaka'pamux (indígenas salish del río Thompson), los syilx (okanagan).
En el norte del territorio de las grandes llanuras, predominan los pueblos que hablan lenguas siux, de los cuales los assiniboine y los nakoda (stoney) habitan todavía Canadá. También existe en esta región cultural algunos pueblos algonquinos que habrían emigrado desde las zonas boscosas de Norteamérica occidental, como los siksiká (pies negros).

### Condiciones de vida
En octubre de 2019, Canadá es señalado por la ONU por las condiciones de vivienda de los pueblos indígenas. La Comisión de Investigación señala que los aborígenes tienen "más probabilidades de tener una vivienda inadecuada y, como consecuencia, problemas de salud". Además, "el porcentaje de personas sin hogar entre ellos es desproporcionadamente alto y son extremadamente vulnerables a los desalojos forzosos, el acaparamiento de tierras y los efectos del cambio climático. Cuando defienden sus derechos, a menudo son objeto de una violencia extrema". Las comunidades indígenas también se ven muy afectadas por la escasez de vivienda en el norte de Canadá: alternan comunidades dormitorio. "Quince personas viven en una casa del tamaño de una caravana. [...] Tienen que turnarse para dormir cuando no hay mucho sitio."